# Eu + Eu = Eu
Eu + Eu = Eu este un film românesc din 1969 regizat de Ion Popescu-Gopo.

## Recepție
O selecție de scurtmetraje românești, formată din Eu + Eu = Eu al lui Ion Popescu-Gopo, Mini-volei al Eugeniei Guțu, Trimestrul IV al lui Octav Ioniță și Leul  al lui Nell Cobar, a fost prezentată în Concursul filmelor pentru copii la cea de-a VII-a ediție a Festivalului Internațional de Film de la Moscova (1971) și a obținut premiul ziarului Pionierskaia Pravda pentru „cea mai bună selecție de scurtmetraje prezentate în Festival”. Potrivit criticului Călin Căliman, corespondentului revistei Contemporanul, presa sovietică (Izvestia, Sputnik Kino etc.) a lăudat toate aceste filme în articolele publicate.